# Sint-Adelbertkerk (Delft)
De Sint-Adelbertkerk is een rooms-katholieke parochiekerk in de wijk Voorhof in de stad Delft, in de Nederlandse provincie Zuid-Holland. De kerk maakt deel uit van Sint Ursulaparochie. De kerk is gewijd aan de heilige Adelbert van Egmond. Deze heilige verwijst naar het Adelbertland, een gedeelte van de polder waarop de nieuwe flatwijk is gebouwd.
Het kerkgebouw aan de Minervaweg werd ingewijd op 6 mei 1967 door mgr. Jansen.

## Ontwerp en bouw
Met het ontwerp van deze kerk wilde men de nieuwe ideeën van het Tweede Vaticaans Concilie architectonisch vormgeven. Men wilde niet een traditioneel kerkgebouw. Daarom werd de Delftse architect H.J. Meijsing aangetrokken, die weliswaar een aantal verzorgingshuizen en scholen op zijn naam had staan, maar nog nooit een kerk had ontworpen. Hij zou dus een frisse kijk op kerkbouw hebben.
De nadruk kwam te liggen op openheid en ontmoeting: met God en met elkaar. Het altaar werd een zeer open en toegankelijke plek, en met schuifwanden konden extra ruimtes aan de kerkzaal worden toegevoegd.

## Interieur
Omwille van de ontmoeting en de openheid is het interieur zeer sober gehouden. Een overdaad van afbeeldingen en kunst zou namelijk afleiden. De ruimte wordt versierd door planten.
Toch zijn er een paar kunstobjecten die desondanks een plek hebben gekregen in de kerkzaal.
Om te beginnen het tabernakel, dat in een aparte zijkapel staat, maar door glazen wanden toch vanuit de centrale ruimte te zien is. Het is van de hand van Gerard Héman, gemaakt van keramiek, en versierd met symbolen die verwijzen naar het heilig brood dat erin bewaard wordt.
Van zijn hand is ook het beeld van Maria met Kind, dat achter in de kerk hangt.
Na de sluiting van de kerk van O.L.V. Onbevlekt Ontvangen heeft de kruisweg uit die kerk een plek gekregen in de Adelbertkerk en hangen de staties nu rondom in de kerkzaal.